# Franco Morbidelli
Franco Morbidelli (* 4. prosince 1994 Řím) je italský motocyklový závodník mistrovství světa silničních motocyklů ve třídě MotoGP, jezdící za tým Pertamina Enduro VR46 Racing Team. V roce 2013 se stal mistrem Evropy v kategorii Superstock 600 a v roce 2017 mistrem světa silničních motocyklů v kategorii Moto2.

## Raný život
Morbidelli se narodil v Římě brazilské matce Cristině a italskému otci Liviovi Morbidellimu. Livio Morbidelli byl sám bývalým motocyklovým závodníkem a v italském národním šampionátu obsadil druhé místo ve třídách do 80 cm³ a 125 cm³. Livio Morbidelli si od mládí uvědomoval synův potenciál, ale neměl prostředky na podporu závodní kariéry. Prostřednictvím starého závodního kamaráda Graziana Rossiho, otce devítinásobného mistra světa Valentina Rossiho, se Livio Morbidelli dozvěděl o motocyklovém tréninkovém centru v Tavullii. Rodina prodala svůj dům v Římě a přestěhovala se do Tavullie, aby podpořila Francovy závodní ambice. Tento trénink u Rossiho se stal předchůdcem toho, co je dnes známé jako Akademie VR46 pro závodníky, jejímž prvním oficiálním členem se Morbidelli později stal.
Navzdory rozšířenému omylu není příbuzným Giancarla Morbidelliho, výrobce závodních motocyklů Morbidelli Grand Prix, ani jeho syna, bývalého italského jezdce F1 Gianniho Morbidelliho. V lednu 2013 spáchal Morbidelliho otec sebevraždu.

## Kariéra

### Začátky
Jako teenager se Morbidelli chystal do španělského šampionátu CEV 125 cm³, jednoho z hlavních vstupních seriálů pro kariéru v mistrovství světa silničních motocyklů. Nedostatek finančních prostředků mu však zabránil v účasti a místo toho si našel místo v evropském šampionátu Superstock 600 pro rok 2011. V tomto seriálu zůstal i v letech 2012 a 2013, kdy Morbidelli získal místo v týmu Team Italia na motocyklu Kawasaki pro třetí sezónu v této třídě v roce 2013 a nakonec šampionát vyhrál se dvěma vítězstvími a třemi druhými místy.

### Mistrovství světa silničních motocyklů - Moto2

#### Federal Oil Gresini Moto2 (2013)
Díky úspěchům v šampionátu Superstockl získal Morbidelli místo jezdce u týmu Gresini na divokou kartu ve třech závodech šampionátu Moto2.V těchto závodech nebodoval, v Misanu skončil dvacátý, v Japonsku osmnáctý a ve Valencii sedmnáctý.

#### Italtrans Racing Team (2014–2015)
Morbidelli nastoupil do třídy Moto2 na plný úvazek v roce 2014 s týmem Italtrans Racing a překonal svého zkušenějšího týmového kolegu a bývalého šampiona třídy 125 cm³ Juliána Simóna, když získal 75 bodů oproti Simónovým 56.
V týmu zůstal i v roce 2015 a ve Velké ceně Indianapolis získal své první pódium, třetí místo. Sezónu zakončil na 10. místě v pořadí s 90 body.

#### EG 0,0 Marc VDS (2016–2017)
V roce 2016 se stal týmovým kolegou Álexe Márqueze v týmu Marc VDS Racing. Po pomalejším začátku sezónu zakončil silně: pětkrát po sobě se umístil na stupních vítězů, celkem osmkrát na stupních vítězů (čtyři druhá místa a čtyři třetí místa) a v průběžném pořadí skončil na 4. místě se ziskem 213 bodů.
V roce 2017 patřil k favoritům na titul a hned v úvodním závodě v Kataru si připsal první vítězství. Během sezony vyhrál celkem osm závodů a další čtyři umístění na stupních vítězů, když v roce 2017 vyhrál s týmem Marc VDS mistrovství světa Moto2 v GP Malajsie poté, co byl jeho nejbližší soupeř v šampionátu Thomas Lüthi po pádu v kvalifikaci prohlášen za neschopného závodu v Malajsii.

### Mistrovství světa silničních motocyklů - MotoGP

#### EG 0,0 Marc VDS (2018)
V roce 2018 Morbidelli přestoupil do třídy MotoGP, stále s týmem Marc VDS na motocyklu Honda RC213V specifikace 2017. Partnerem mu byl jeho soupeř o titul v Moto2 z roku 2017 Thomas Lüthi, který v té sezoně nezískal ani jeden bod, na stejném stroji. Morbidelli dokončil sezonu na 15. místě s 50 body, o čtyři body před Hafizhem Syahrinem na Tech3 Yamaha, a získal tak titul nováčka roku.

#### Petronas Yamaha SRT (2019–2021)
V roce 2019, kdy Marc VDS opustil premiérovou třídu, podepsal Morbidelli dvouletou smlouvu s nově vzniklým týmem Petronas SRT, kde bude jezdit na satelitní Yamaze po boku nováčka Fabia Quartarara Se 115 body obsadil 10. místo v šampionátu jezdců a pravidelně se umisťoval v první desítce bodovaných míst.
Těsně před odloženým začátkem sezony 2020 Petronas SRT oznámil, že Morbidelli podepsal další dvouletou smlouvu. V této sezoně Morbidelli jezdil na Yamaze specifikace 2019, zatímco jeho týmový kolega Fabio Quartararo na tovární Yamaze. V srpnu 2020 se při Velké ceně Rakouska Morbidelliho motocykl srazil s motocyklem Johanna Zarca, když oba projížděli druhou zatáčkou. Navzdory dramatické havárii, která vyústila v červenou vlajku, se Morbidellimu nic nestalo. Při Velké ceně České republiky dosáhl svého prvního pódia v MotoGP a prvního vítězství hned o tři závody později, v domácím závodě v Rimini. Ve Velké ceně Teruelu získal své druhé vítězství v kariéře, vytvořil nový rekord okruhu a upevnil si pozici kandidáta na titul mezi jezdci. V následující Velké ceně Evropy se Morbidelli potýkal s problémy v kvalifikaci a poté i v závodě, kde bojoval se stoupajícím tlakem v pneumatikách, a nakonec dojel na 11. místě, zatímco jeho soupeř Joan Mir získal své první vítězství v kariéře, čímž Morbidelliho naděje na titul téměř zhasly. Následující týden ve Valencii se Morbidelli vrátil zpět a získal svou druhou pole position v kariéře, kterou proměnil ve své třetí vítězství v kariéře, když v posledním kole odvrátil útok Jacka Millera. Mir skončil na 7. místě, což mu stačilo k tomu, aby si zajistil prvenství v šampionátu před Morbidellim. V posledním závodě v Portugalsku Morbidelli zakončil sezónu svým pátým pódiem v sezóně a skončil v šampionátu jako druhý o 13 bodů za Mirem.
V roce 2021 byl Morbidelliho týmovým kolegou majitel akademie VR46 Valentino Rossi. V první polovině sezony jel Morbidelli na stroji Yamaha specifikace 2020 a v Jerezu získal své první pódium, když skončil třetí. Po Velké ceně Německa si Morbidelli při pádu v tréninku poranil koleno a nemohl závodit v Assenu, kde ho nahradil jezdec týmu Yamaha World Superbike Garrett Gerloff, a při Velké ceně Šštýrksa v Rakousku tovární tester Yamahy Cal Crutchlow. Morbidelliho rekonvalescence byla pomalá a nahradil ho také Jake Dixon, který jel na Morbidelliho stroji v srpnovém závodě Velké ceny Velké Británie a v září opět v Aragónu.

#### Monster Energy Yamaha MotoGP (2021–2023)
Během Morbidelliho rehabilitace bylo oznámeno, že se na zbytek roku 2021 (počínaje Misanem) a také do roku 2022 přesune do továrního týmu Yamaha Motor Racing, kde oficiálně nahradí uvolněné místo po Mavericku Viñalesovi, který byl týmem v srpnu 2021 náhle propuštěn. Morbidelliho místo v satelitním týmu Yamaha převzal Andrea Dovizioso, který se do MotoGP vrátil po závodní pauze a několika testovacích jízdách s Aprilií. Poté, co lékaři uznali Morbidelliho za dostatečně zdravého, aby mohl závodit, se po pěti vynechaných závodních víkendech vrátil do šampionátu na pro něj neznámém motocyklu. To se projevilo na jeho výsledcích, když v posledních pěti závodech sezony skončil na bodovaných místech jen dvakrát a rok zakončil na 17. místě v pořadí se 47 body.
V mistrovství světa MotoGP 2022 byl Morbidelliho partnerem v týmu Yamaha Motor Racing jeho bývalý týmový kolega, úřadující mistr světa Fabio Quartararo.

#### Prima Pramac Racing (2024)
Morbidelli se oficiálně připojil k Pramac Ducati od sezony 2024. V tomto týmu, který používá nejnovější motocykl Ducati, bude doprovázet Jorge Martína.

## Statistiky

### FIM European Superstock 600 Championship

#### Podle sezóny
| Sezóna | Motocykl             | Tým                      | Závodů | Vitězství | Pódií | PP | Nej. kolo | Body | Celkové umístění |
| ------ | -------------------- | ------------------------ | ------ | --------- | ----- | -- | --------- | ---- | ---------------- |
| 2011   | Yamaha YZF-R6        |                          | 4      | 0         | 0     | 0  | 0         | 32   | 17.              |
| 2012   | Yamaha YZF-R6        | Bike Service Racing Team | 8      | 0         | 1     | 1  | 0         | 74   | 6.               |
| 2012   | Yamaha YZF-R6        | RCGM Team                | 8      | 0         | 1     | 1  | 0         | 74   | 6.               |
| 2013   | Kawasaki Ninja ZX-6R | San Carlo Team Italia    | 10     | 2         | 5     | 2  | 1         | 154  | 1.               |
| Celkem | Celkem               | Celkem                   | 22     | 2         | 6     | 3  | 1         | 260  |                  |

#### Závody podle roku
| Rok  | Motocykl | 1     | 2     | 3       | 4      | 5     | 6      | 7       | 8     | 9     | 10    | Poz. | Body |
| ---- | -------- | ----- | ----- | ------- | ------ | ----- | ------ | ------- | ----- | ----- | ----- | ---- | ---- |
| 2011 | Yamaha   | ASS   | MNZ 4 | MIS Ret | ARA    | BRN   | SIL    | NÜR     | IMO 6 | MAG   | POR 7 | 17.  | 32   |
| 2012 | Yamaha   | IMO 7 | ASS   | MNZ 9   | MIS 15 | ARA   | BRN 6  | SIL 7   | NÜR 3 | POR 5 | MAG 5 | 6.   | 74   |
| 2013 | Kawasaki | ARA 6 | ASS 7 | MNZ 6   | POR 1  | IMO 2 | SIL1 4 | SIL2 14 | NÜR 1 | MAG 2 | JER 2 | 1.   | 154  |

### Mistrovství světa silničních motocyklů

#### Podle sezóny
| Sezóna | Třida  | Motocykl | Tým                          | Závodů | Vítězství | Pódií | PP | Nej. kolo | Body | Celkové umístění |
| ------ | ------ | -------- | ---------------------------- | ------ | --------- | ----- | -- | --------- | ---- | ---------------- |
| 2013   | Moto2  | Suter    | Federal Oil Gresini Moto2    | 3      | 0         | 0     | 0  | 0         | 0    | NC               |
| 2014   | Moto2  | Kalex    | Italtrans Racing Team        | 18     | 0         | 0     | 0  | 0         | 75   | 11.              |
| 2015   | Moto2  | Kalex    | Italtrans Racing Team        | 14     | 0         | 1     | 0  | 2         | 90   | 10.              |
| 2016   | Moto2  | Kalex    | EG 0,0 Marc VDS              | 18     | 0         | 8     | 0  | 3         | 213  | 4.               |
| 2017   | Moto2  | Kalex    | EG 0,0 Marc VDS              | 18     | 8         | 12    | 6  | 8         | 308  | 1.               |
| 2018   | MotoGP | Honda    | EG 0,0 Marc VDS              | 16     | 0         | 0     | 0  | 0         | 50   | 15.              |
| 2019   | MotoGP | Yamaha   | Petronas Yamaha SRT          | 19     | 0         | 0     | 0  | 0         | 115  | 10.              |
| 2020   | MotoGP | Yamaha   | Petronas Yamaha SRT          | 14     | 3         | 5     | 2  | 1         | 158  | 2.               |
| 2021   | MotoGP | Yamaha   | Petronas Yamaha SRT          | 8      | 0         | 1     | 0  | 0         | 40   | 17.              |
| 2021   | MotoGP | Yamaha   | Monster Energy Yamaha MotoGP | 5      | 0         | 0     | 0  | 0         | 7    | 17.              |
| 2022   | MotoGP | Yamaha   | Monster Energy Yamaha MotoGP | 20     | 0         | 0     | 0  | 0         | 42   | 19.              |
| 2023   | MotoGP | Yamaha   | Monster Energy Yamaha MotoGP | 20     | 0         | 0     | 0  | 0         | 102  | 13.              |
| 2024   | MotoGP | Ducati   | Prima Pramac Racing          | 2      | 0         | 0     | 0  | 0         | 0    | 21.              |
| Celkem | Celkem | Celkem   | Celkem                       | 175    | 11        | 27    | 8  | 14        | 1200 |                  |

#### Závody podle roku
| Rok  | Třída  | Motocykl | 1      | 2       | 3       | 4       | 5      | 6       | 7       | 8       | 9       | 10      | 11      | 12     | 13      | 14      | 15     | 16     | 17      | 18      | 19      | 20     | 21  | Poz. | Body |
| ---- | ------ | -------- | ------ | ------- | ------- | ------- | ------ | ------- | ------- | ------- | ------- | ------- | ------- | ------ | ------- | ------- | ------ | ------ | ------- | ------- | ------- | ------ | --- | ---- | ---- |
| 2013 | Moto2  | Suter    | QAT    | AME     | SPA     | FRA     | ITA    | CAT     | NED     | GER     | INP     | CZE     | GBR     | RSM 20 | ARA     | MAL     | AUS    | JPN 18 | VAL 17  |         |         |        |     | NC   | 0    |
| 2014 | Moto2  | Kalex    | QAT 25 | AME 17  | ARG 13  | SPA 20  | FRA 10 | ITA 10  | CAT 21  | NED 24  | GER 6   | INP Ret | CZE 8   | GBR 6  | RSM 7   | ARA 5   | JPN 7  | AUS 13 | MAL Ret | VAL 21  |         |        |     | 11.  | 75   |
| 2015 | Moto2  | Kalex    | QAT 5  | AME 5   | ARG 5   | SPA 6   | FRA 5  | ITA Ret | CAT 8   | NED 19  | GER Ret | INP 3   | CZE 10  | GBR    | RSM     | ARA     | JPN    | AUS 11 | MAL 15  | VAL Ret |         |        |     | 10.  | 90   |
| 2016 | Moto2  | Kalex    | QAT 7  | ARG 25  | AME 14  | SPA 4   | FRA 4  | ITA 8   | CAT 11  | NED 3   | GER Ret | AUT 2   | CZE 8   | GBR 2  | RSM 5   | ARA 3   | JPN 3  | AUS 2  | MAL 2   | VAL 3   |         |        |     | 4.   | 213  |
| 2017 | Moto2  | Kalex    | QAT 1  | ARG 1   | AME 1   | SPA Ret | FRA 1  | ITA 4   | CAT 5   | NED 1   | GER 1   | CZE 8   | AUT 1   | GBR 3  | RSM Ret | ARA 1   | JPN 8  | AUS 3  | MAL 3   | VAL 2   |         |        |     | 1.   | 308  |
| 2018 | MotoGP | Honda    | QAT 12 | ARG 14  | AME 21  | SPA 9   | FRA 13 | ITA 15  | CAT 14  | NED DNS | GER WD  | CZE 13  | AUT 19  | GBR C  | RSM 12  | ARA 11  | THA 14 | JPN 11 | AUS 8   | MAL 12  | VAL Ret |        |     | 15.  | 50   |
| 2019 | MotoGP | Yamaha   | QAT 11 | ARG Ret | AME 5   | SPA 7   | FRA 7  | ITA Ret | CAT Ret | NED 5   | GER 9   | CZE Ret | AUT 10  | GBR 5  | RSM 5   | ARA Ret | THA 6  | JPN 6  | AUS 11  | MAL 6   | VAL Ret |        |     | 10.  | 115  |
| 2020 | MotoGP | Yamaha   | SPA 5  | ANC Ret | CZE 2   | AUT Ret | STY 15 | RSM 1   | EMI 9   | CAT 4   | FRA Ret | ARA 6   | TER 1   | EUR 11 | VAL 1   | POR 3   |        |        |         |         |         |        |     | 2.   | 158  |
| 2021 | MotoGP | Yamaha   | QAT 18 | DOH 12  | POR 4   | SPA 3   | FRA 16 | ITA 16  | CAT 9   | GER 18  | NED     | STY     | AUT     | GBR    | ARA     | RSM 18  | AME 19 | EMI 14 | ALR 17  | VAL 11  |         |        |     | 17.  | 47   |
| 2022 | MotoGP | Yamaha   | QAT 11 | INA 7   | ARG Ret | AME 16  | POR 13 | SPA 15  | FRA 15  | ITA 17  | CAT 13  | GER 13  | NED Ret | GBR 15 | AUT Ret | RSM Ret | ARA 17 | JPN 14 | THA 13  | AUS Ret | MAL 11  | VAL 10 |     | 19.  | 42   |
| 2023 | MotoGP | Yamaha   | POR 14 | ARG 4   | AME 8   | SPA 11  | FRA 10 | ITA 10  | GER 12  | NED 9   | GBR 14  | AUT 119 | CAT 14  | RSM 15 | IND 7   | JPN 17  | INA 14 | AUS 17 | THA 11  | MAL 7   | QAT 16  | VAL 7  |     | 13.  | 102  |
| 2024 | MotoGP | Ducati   | QAT 18 | POR 18  | AME     | SPA     | FRA    | CAT     | ITA     | KAZ     | NED     | GER     | GBR     | AUT    | CAT     | RSM     | IND    | INA    | JPN     | AUS     | THA     | MAL    | VAL | 21.* | 0*   |

*Aktuální sezóna

### Mistrovství světa v rallye
| Rpk  | Vůz            | 1   | 2   | 3   | 4   | 5   | 6   | 7      | Poz. | Body |
| ---- | -------------- | --- | --- | --- | --- | --- | --- | ------ | ---- | ---- |
| 2020 | Hyundai i20 R5 | MON | SWE | MEX | EST | TUR | ITA | MNZ 61 | NC   | 0    |